# 第一種住居地域
第一種住居地域（だいいっしゅじゅうきょちいき）は、都市計画法による用途地域の一つで、住居の環境を保護するための地域である。

## 用途制限
用途地域による用途の制限（用途制限）に関する規制は、主に建築基準法令の規定による。以下、特記ない面積の数字については床面積の合計、階数については当該用途部分の階数について言う。
- 住宅、共同住宅、寄宿舎、下宿 - ○
- 兼用住宅 - 用途については住宅部分・店舗部分はそれぞれ別個として扱われる
  - 非住宅部分の用途が第一種低層住居専用地域の兼用住宅の用途規制と同等の兼用住宅 - ○
  - それ以外の兼用住宅 - 3000m²以下
- 店舗等
  - 用途が第一種中高層住居専用地域の店舗等の用途規制と同等の店舗等 - ○
  - それ以外の店舗等 - 3000m²以下
- 事務所等 - 3000m²以下
- ホテル（ラブホテル類を除く）・旅館 - 3000m²以下
- 遊戯施設・風俗施設 - 特記ない限り○、ただし3000m²以下
  - マージャン屋、パチンコ屋、射的場、勝馬投票券発売所、場外車券売場等 - ×
  - カラオケボックス等 - ×
  - 劇場、映画館、演芸場、観覧場 - ×
  - キャバレー、料理店（接待を主とするもの）、ナイトクラブ、ダンスホール等 - ×
  - 風俗営業に係る公衆浴場等、ヌードスタジオ、のぞき劇場、ストリップ劇場、ラブホテル類、専ら性的な写真・物品等の販売店等 - ×
- 展示場等 - 3000m²以下
- 運動施設 - 3000m²以下
- 公共施設・病院・学校等
  - 幼稚園、小学校、中学校、高等学校 - ○
  - 大学、高等専門学校、専修学校等 - ○
  - 図書館等 - ○
  - 美術館、博物館等 -
  - 巡査派出所、公衆電話所、郵便局 - ○
  - 神社、寺院、教会等 - ○
  - 病院 - ○
  - 公衆浴場（風俗営業を除く）、診療所、保育所等 - ○
  - 老人ホーム、身体障害者福祉ホーム等 - ○
  - 老人福祉センター、児童厚生施設等 - ○
  - 自動車教習所 - 3000m²以下（事実上×。理由は自動車教習所#自動車教習所の設備を参照のこと）
  - 近隣公園内の公衆便所および休憩所、路線バスの停留所の上家 - ○
  - 自治体の支部・支所 - ○
  - 税務署、警察署、保健所、消防署等 - ○
  - 電気通信、電気、ガス、液化石油ガス、水道、下水道、都市高速鉄道、熱供給の各事業のための施設
    - 第一種低層住居専用地域に建築できる用途と同等の用途のもの、及び法令で指定する第一種中高層住居専用地域に建築できる用途と同等の用途の電気通信、電気、ガスの各事業のための施設、及び法令で指定する第一種住居地域に建築できる電気通信事業のための施設 - ○
    - 上記以外のもの - 3000m²以下
- 車庫・倉庫等（危険物の貯蔵は下記参照）
  - 単独自動車車庫 - 300m²以下、かつ2階以下、または都市計画決定
  - 建築物附属自動車車庫 -  (車庫の床面積 + 建築物附属車庫用工作物の築造面積) が、主建築物の延べ面積以下、かつ2階以下
    - 公告対象区域にあっては、(車庫の床面積 + 公告対象区域内の他の全車庫の床面積の総和 + 全建築物附属車庫用工作物の築造面積の総和 ) が 公告対象区域内の全ての主建築物の延べ面積の総和以下、かつ2階以下

  - 倉庫業を営む倉庫 - ×
  - 畜舎（単独および建築物附属物） - 3000m²以下
- 工場 - 特記ない限り、準住居地域の工場の要件と同等、ただしいずれも3000m²以下、原動機を使用する場合は作業場が50m²以下
  - 自動車修理工場 - 原動機を使用する場合は作業場が50m²以下
  - 準住居地域における建築基準法法令で定める量を超える危険物の貯蔵・処理 - ×
- その他の建築物附属物 - 特記ない限り単独建築物として扱われる
- 特定行政庁が用途地域における住居の環境を害するおそれがないと認め、又は公益上やむを得ないと認めて許可したもの - ○
- 卸売市場、火葬場、と畜場、汚物処理場、ごみ焼却場等 - 都市計画区域内においては都市計画決定が必要

## 建ぺい率
建ぺい率は50%、60%、80%のいずれかに都市計画で定められ、建築物はその数値を超えてはならない。ただし、特定行政庁の指定する角地の建築物、防火地域内にある耐火建築物は、建ぺい率の制限を10%加えた数値まで緩和する。

## 容積率
容積率は100%、150%、200%、300%、400%、500%のいずれかに都市計画で定められ、建築物はその数値以下でなければならない。ただし、前面道路の幅員が12メートル未満である場合は、特定行政庁が都道府県都市計画審議会の審議によって指定する区域内の建築物にあっては、その幅員のメートルの数値に10分の6を、それ以外の建築物では10分の4を乗じたもの以下でなければならない。

## その他の制限
- 斜線制限は、道路斜線制限、隣地斜線制限が適用され、北側斜線制限は適用されない。日影規制は、条例で指定する区域に建つ高さ10メートルを超える建築物が規制を受ける。
- 自治体が定める暴力団排除条例によっては、暴力団事務所の開設が禁止されている場合がある[1]。
- 自治体が定める風俗営業等の規制及び業務の適正化等に関する法律施行条例によっては、風俗営業所の設置が都道府県公安委員会により許可されない場合がある[2]。